# Peter Radestock
Peter Radestock (* 1945 in Leipzig; † 9. August 2024 in Rostock) war ein deutscher Theaterintendant und Schauspieler.

## Leben
Peter Radestock wuchs in Leipzig auf. Nach seinem Schulabschluss absolvierte er eine professionelle Schauspielausbildung an der Theaterhochschule Leipzig. Er trat als Bühnendarsteller an zahlreichen Theaterhäusern in der DDR auf. Er wirkte von 1971 bis 1989 als Schauspieler vor der Kamera in mehreren DEFA-Filmen mit. Später absolvierte er ein Regiestudium an der Akademie der Künste der DDR in Ost-Berlin.
Radestock war von 1988 bis 1991 der Intendant des Theaters Plauen-Zwickau. Danach war er von 1991 bis 2007 Oberspielleiter (bis 1995), Regisseur und Schauspieler am Hessischen Landestheater Marburg. Auf seine Initiative gingen die Schlossfestspiele Rauischholzhausen zurück (2005–2011), 2013 begründete er zudem die Schlossfestspiele Amöneburg.
Radestock lebte zuletzt in Rostock. Er starb am 9. August 2024 nach kurzer, schwerer Krankheit im Alter von 79 Jahren.

## Filmografie
- 1971: Rottenknechte
- 1971: Die Verschworenen
- 1972: Anfang am Ende der Welt
- 1979: Zugvogel am Sund
- 1981: Juristen[8]
- 1983: Martin Luther (TV-Fünfteiler)
- 1984: Martin Luther & Thomas Münzer oder Die Einführung der Buchhaltung[9]
- 1986: Rund um die Uhr (Fernsehserie)
- 1989: Ich, Thomas Müntzer, Sichel Gottes